# 874 (číslo)
Osm set sedmdesát čtyři je přirozené číslo. Římskými číslicemi se zapisuje DCCCLXXIV. Následuje po číslu osm set sedmdesát tři a předchází číslu osm set sedmdesát pět.

## Matematika
874 je:
- Sedmiúhelníkové číslo
- Deficientní číslo
- Složené číslo
- Šťastné číslo

## Astronomie
- (874) Rotraut je planetka hlavního pásu, kterou objevil v roce 1917 Max Wolf

## Roky
- 874
- 874 př. n. l.